# 夢野一子
夢野一子（日语：夢野一子，1956年4月7日—），日本漫畫家。

## 經歷
東京都出身。獲得第12屆別コミ新人賞佳作，1977年作品〈光色の小さな部屋から〉刊登在《別冊少女コミック》出道。1987年起轉向創作青年漫畫。
2019年作品《銀行佳人》（原作：周良貨）改編為真人版電視劇。

## 筆名
筆名「夢野」二字是取自小說家夢野久作及魔法使莎莉的主角夢野莎莉。